# Gary Hart

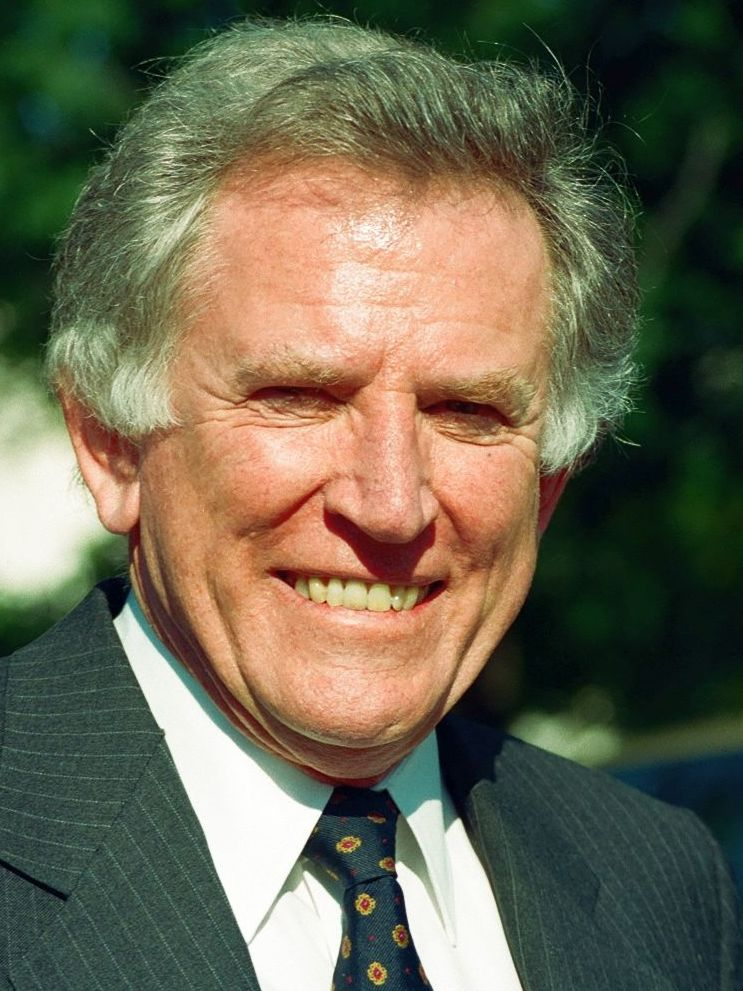
Gary Hart (1995)

Gary Hart (ursprünglich Gary Warren Hartpence; * 28. November 1936 in Ottawa, Franklin County, Kansas) ist ein amerikanischer Politiker und Autor. Der Demokrat gehörte von 1975 bis 1987 dem Senat der Vereinigten Staaten für Colorado an und bewarb sich in der Präsidentschaftsvorwahl der Demokraten 1984 und 1988. Danach war Hart akademisch, publizistisch und als außen- und sicherheitspolitischer Berater tätig.

## Familie, Ausbildung und Beruf
Gary Hart war der Sohn von Nina Pritchard Hartpence und Carl Riley, der ein mäßig erfolgreicher Verkaufsvertreter für Farmmaschinen war. Beide Eltern waren streng gläubig und gehörten der Kirche des Nazareners an, die Tanzen, Kino und Alkohol verbot. Sein Großvater väterlicherseits war ein Marshal der Frontier in Missouri, der Vater seiner Mutter war Eisenbahnarbeiter. Er besuchte öffentliche Schulen und war Chefredakteur der Schülerzeitung sowie in diversen Gruppen engagiert. Mit einem Stipendium studierte er am Bethany Nazarene College bei Oklahoma City, an dem strenge Regeln herrschten und Hart für seine Leistungen ausgezeichnet wurde. 1961 schloss er – mit dem Berufsziel Lehrer – die Yale Divinity School ab, 1964 das Studium der Rechtswissenschaft an der Yale Law School. Bevor er das Jurastudium aufgenommen hatte, hatte er – gemeinsam mit seinem Vater – den Nachnamen von Hartpence zu Hart verkürzt.
1958 heiratete er in Kansas City seine Kommilitonin Oletha M. „Lee“ Ludwig; beide gingen gemeinsam nach Yale, wo seine Frau Englisch unterrichtete. Sie haben einen Sohn und eine Tochter. 1979 trennte sich das Paar; Hart zog kurzzeitig bei Bob Woodward ein. Wieder versöhnt, dauerte die nächste Trennung 1980 über ein Jahr. Auch nachdem eine angebliche Affäre ihres Mannes 1987 bekannt geworden war, hielt sie öffentlich zu ihm. Sie leben in Kittredge (Colorado).
Nach seinem Studienabschluss arbeitete Hart von 1964 bis 1965 im Justizministerium der Vereinigten Staaten unter Robert F. Kennedy und war von 1965 bis 1967 Assistent (special assistant) im Innenministerium der Vereinigten Staaten unter Stewart Udall. 1967 zog die Familie nach Denver, wo Hart bis 1974 als Rechtsanwalt für Davis, Graham & Stubbs, eine der angesehensten Kanzleien der Stadt, arbeitete, nachdem er 1965 dort und im District of Columbia in den Anwaltskammern aufgenommen worden war.

## Politische Laufbahn

### Aktivist und Wahlkampforganisator
Hart begann sich in Denver bei Protesten gegen den Vietnamkrieg zu engagieren und organisierte Telefonanrufe für die Präsidentschaftskampagne Robert F. Kennedys zur Wahl 1968. 1972 wurde er Wahlkampfmanager des demokratischen Präsidentschaftskandidaten George McGovern zur Wahl 1972 und organisierte erfolgreich hunderttausende Aktivisten. Seiner Kampagne gelang es, die Umstellung des Vorwahlsystems weg von einflussreichen politischen Bossen mit ihren „politischen Maschinen“ hin zu Abstimmungen zu nutzen, indem sie sich auf die 28 Bundesstaaten konzentrierten, in denen entweder ein Caucus oder eine Parteiversammlung stattfand und die durch Aktivisten einfacher beeinflusst werden konnten als eigentliche Vorwahlen (Primarys). Nachdem diese für spätere Wahlkämpfe richtungsweisende Kampagne erfolgreich gewesen war, endete die Hauptwahl mit einer deutlichen Niederlage gegen den Republikaner Richard Nixon.

### Im Senat
Hart bewarb sich bei der Wahl 1974, die unter dem Eindruck der Watergate-Affäre stand, für den Senat der Vereinigten Staaten und setzte sich gegen den republikanischen Mandatsinhaber Peter H. Dominick, der Präsident Richard Nixon gegenüber loyal geblieben war, mit 57 zu 40 Prozent durch. Schnell galt Hart als kommender Mann seiner Partei und erhielt einen Sitz im wichtigen Verteidigungsausschuss, in dem er sich für die Reform der Auftragsvergabe beim Militär und für die Bewaffnung mit kleineren, flexibleren Systemen einsetzte. Zudem gehörte er den Ausschüssen für Umwelt und öffentliche Bauten und Nachrichtendienste an. 1975/76 gehörte er dem Church Committee an, das die Watergate-Affäre untersuchte. Er war Vorsitzender des Unterausschusses zur Atomregulierung und flog als solcher im März 1979 während des Reaktorunfalls im Kernkraftwerk Three Mile Island mehrfach in einem Helikopter über das Gelände. Dabei wurde er vom republikanischen Ranking member des Ausschusses, dem Senator Alan K. Simpson, begleitet. Beide arbeiteten den anschließenden Untersuchungsbericht aus. Bereits damals wurde über Präsidentschaftsambitionen Harts spekuliert.
Im November 1980 stellte sich Hart zur Wiederwahl und trat gegen die als moderat geltende republikanische Secretary of State Mary Estill Buchanan an, die ihn wegen des unbeliebten demokratischen Präsidenten Jimmy Carter und insbesondere wegen seiner Unterstützung für die Torrijos-Carter-Verträge angriff. Hart setzte sich in einem für Demokraten generell schwierigen Umfeld, in dem zeitgleich Ronald Reagan mit großer Mehrheit zum Präsidenten gewählt wurde, knapp mit 50,2 zu 49,8 Prozent der Stimmen durch; er selbst schrieb seinen Sieg der unerwartet gekommenen Unterstützungserklärung des konservativen Republikaners Barry Goldwater zu. In seiner zweiten Mandatszeit opponierte Hart unter anderem gegen die starke Erhöhung der Militärausgaben durch die Regierung Reagan und erwirkte 1984 den erstmaligen Urheberrechtsschutz für Halbleiterchips, was die Entwicklung des Silicon Valley förderte und ihn zu einem der Anführer der sogenannten Atari Democrats machte, einer Richtung innerhalb seiner Partei, die sich für die unideologische Förderung technologischen Fortschritts einsetzte.

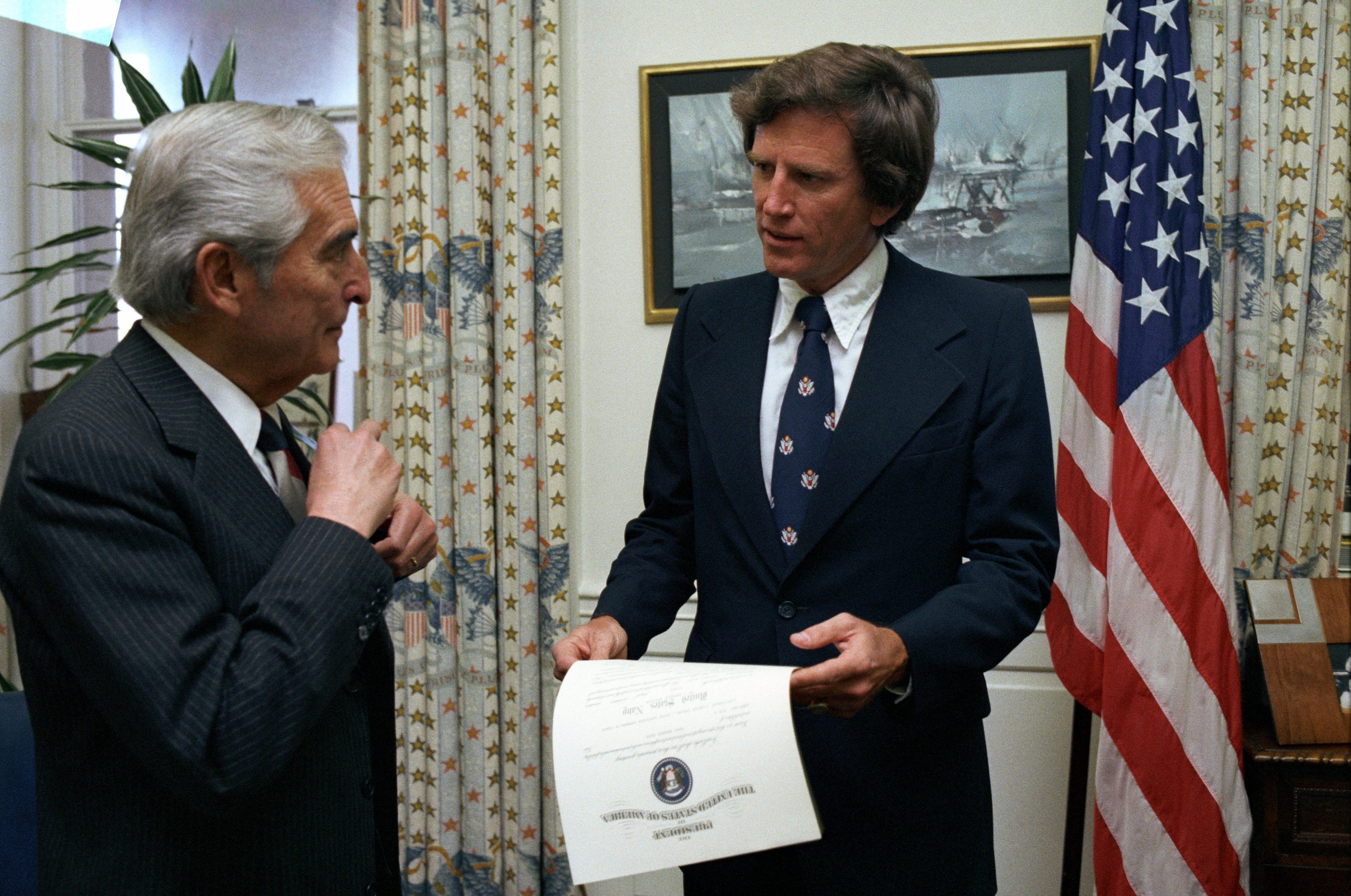
Harts Aufnahme in die United States Navy Reserve am 4. Dezember 1980 (links Marinestaatssekretär Edward Hidalgo)

Ab den späten 1970er Jahren bemühte sich Hart angesichts der Spannungen im Nahen Osten wegen der Ölkrise, in die United States Navy aufgenommen zu werden, was von politischen Gegnern als zynischer Versuch kritisiert wurde, für den Fall einer Präsidentschaftskampagne militärische Erfahrung angeben zu können. Zudem wurde öffentlich, dass Hart auf den Anmeldeunterlagen – wie über zwei Jahrzehnte lang auf verschiedenen offiziellen Dokumenten – sein Geburtsdatum um ein Jahr verjüngt hatte. Trotzdem war Hart älter als die damalige Höchsteinschreibegrenze von 38 Jahren. Der damalige Verbindungsoffizier der Navy zum Senat, John McCain, der ein persönlicher Freund Harts werden sollte, setzte sich jedoch für diesen ein, sodass Hart Ende 1980 in die United States Navy Reserve aufgenommen wurde, dort im August 1981 für zehn Tage im Mittelmeer diente und im Januar 1982 in den Rang eines Leutnants aufstieg.

### Präsidentschaftskandidaturen

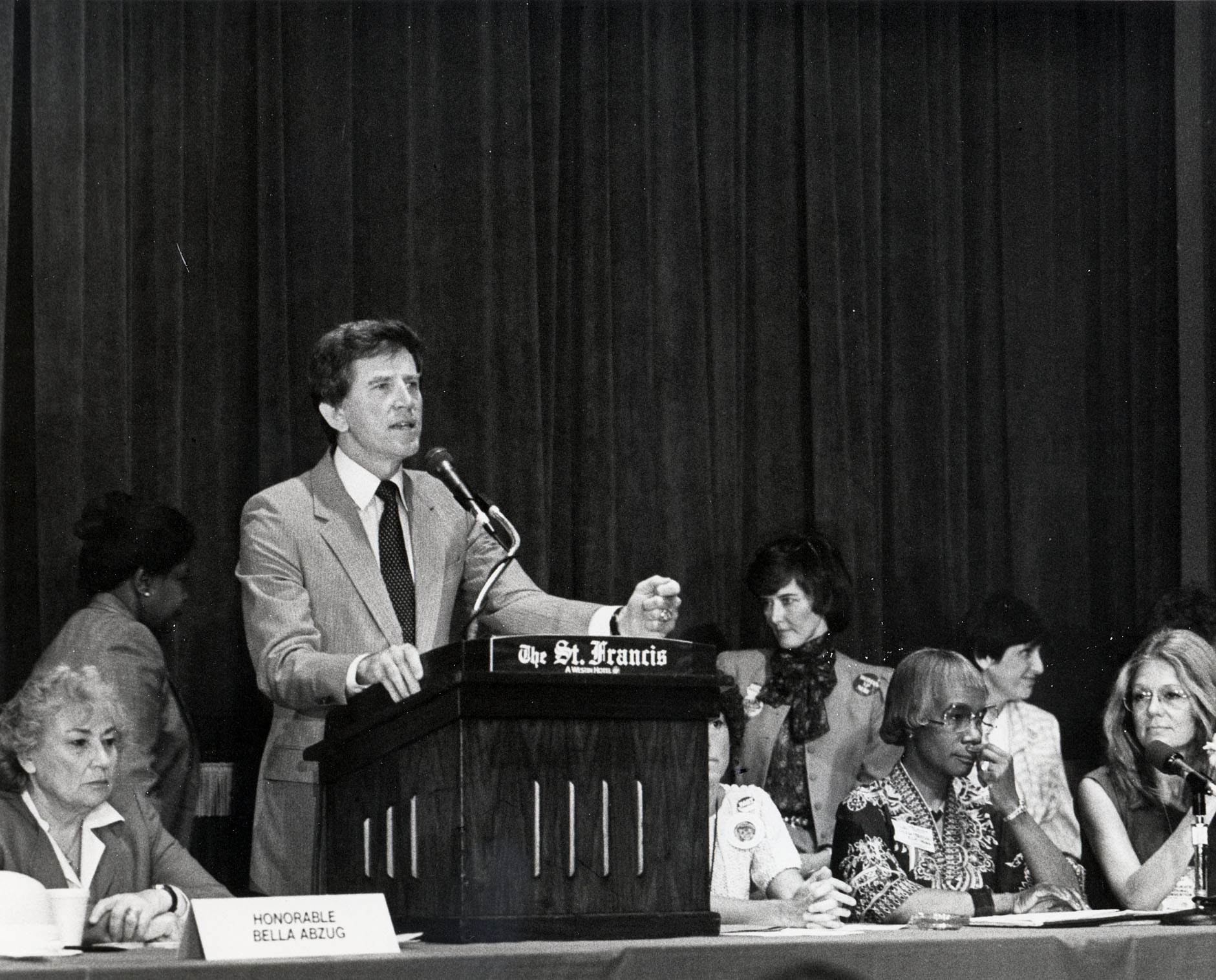
Hart bei der Democratic National Convention in Los Angeles 1984

Hart nahm an der Vorwahl der Demokraten zur Präsidentschaftswahl 1984 teil, in der er knapp Walter Mondale unterlag. Hart, mit 45 Jahren Jüngster im Kandidatenfeld, verkörperte die Abkehr der neuen Generation der Demokraten von den traditionellen Programmen des New Deal und der Great Society und setzte sich angesichts der wirtschaftlichen Dauerkrisen für eine größere Distanz zu den Gewerkschaften und für freie Marktwirtschaft ein. Damit wurde er zu einer Frontfigur der modernen Ideologie des Neoliberalismus, die später Präsident Bill Clinton anführen sollte. Als beispielhaft dafür wird häufig Harts Zitat von 1984 angeführt: “We’re not just a bunch of little Hubert Humphreys” („Wir sind nicht einfach ein paar kleine Hubert Humphreys“). Mit seinem Slogan „New Ideas“ („Neue Ideen“ – statt alter Ideologien) schaffte es Hart trotz schlechter Ausgangsbedingungen – wenig Geld, Unterstützer und Schlagkraft – dem Favoriten Walter Mondale gefährlich zu werden. Nachdem Mondale Mitte Januar 1984 den Caucus von Iowa deutlich gewonnen hatte, überraschte Harts Sieg bei der Primary in New Hampshire zwei Wochen später mit zehn Prozentpunkten Vorsprung politische Beobachter. Seine Wahlaussichten stiegen laut Umfragen. Bei einer Debatte im März 1984 wandte Mondale gegen Harts „neue Ideen“ ein, er werde dabei immer an einen Werbespot erinnert: „Where’s the beef?“ (die Substanz). Schließlich setzte sich Mondale knapp durch und verlor die Hauptwahl gegen Ronald Reagan mit großem Abstand.

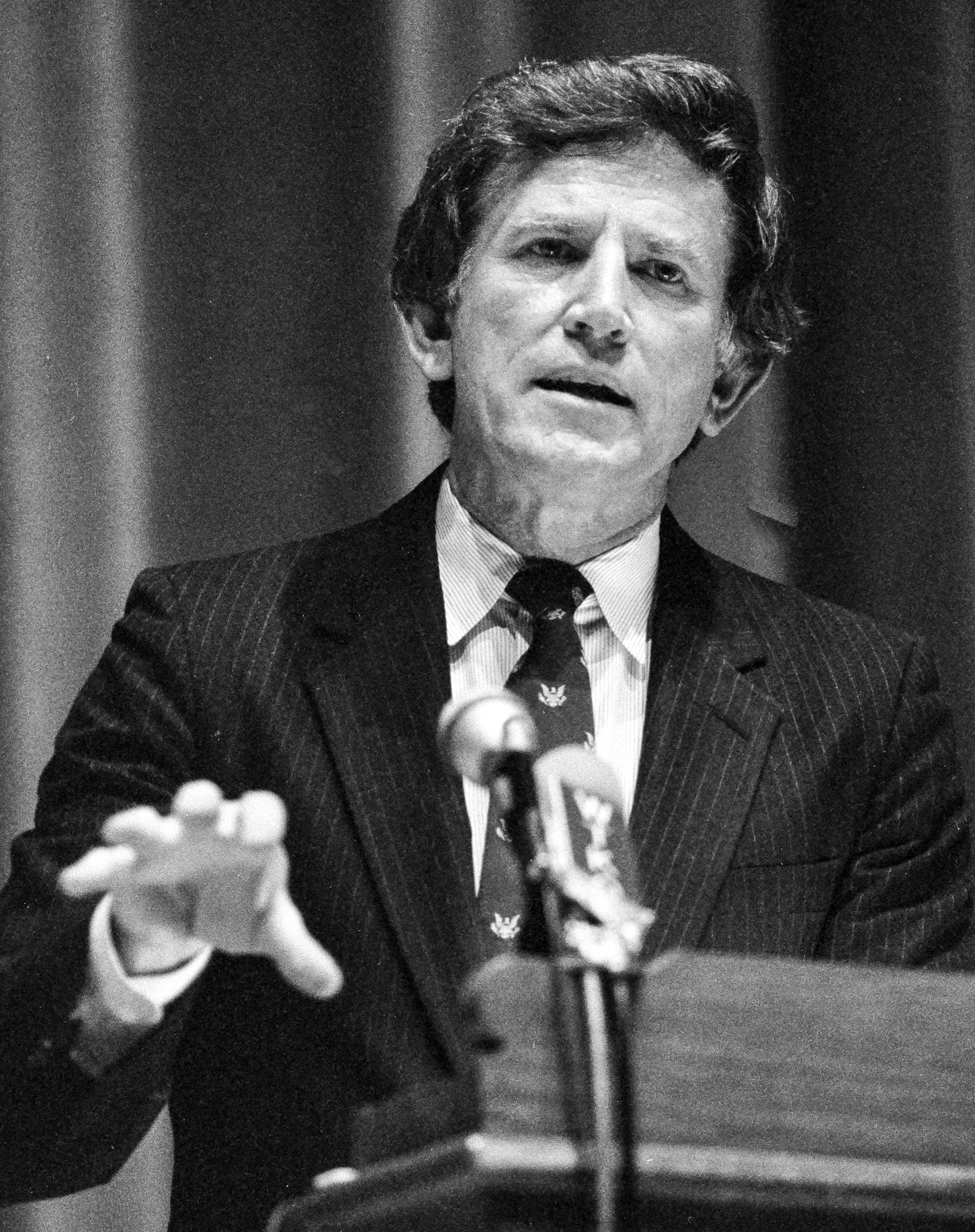
Hart bei einer Wahlkampfveranstaltung 1987

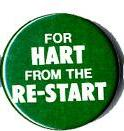
„For Hart from the Re-Start“: Kampagnenbutton 1988

Zur Senatswahl 1986 trat Hart nicht wieder an und schied am 3. Januar 1987 aus dem Kongress aus. Stattdessen bewarb er sich trotz ausstehender Schulden aus der Kampagne 1984 wiederum um die Nominierung der Demokraten für die Präsidentschaft zur Wahl 1988. Er verkündete seine Kandidatur im April 1987 im Red Rocks Amphitheater und galt als Favorit mit etwa 35 Prozent in den Umfragen in den ersten Monaten des Jahres 1987. Der als distanziert und verschwiegen geltende Hart hatte Fragen zu seiner Person nur ungern beantwortet und am 3. Mai 1987 zu Gerüchten über außereheliche Affären in einem berühmt gewordenen Porträt des Magazins der New York Times erklärt, man möge ihm nachlaufen („Follow me around. I don’t care“). Nachdem der Miami Herald Ende Mai 1987 eine angebliche Affäre Harts investigativ recherchiert und öffentlich gemacht hatte, setzte der sich als fromm gebende, Moral in der Politik einfordernde Hart fünf Tage später seine Kampagne aus, konnte den Vertrauensverlust in der Öffentlichkeit aber nicht wieder aufholen. Seine angebliche Affäre, seine Schulden und sein Beschönigen des Lebenslaufs wurden zu dominierenden Themen. Es handelte sich um einen der ersten Sexskandale eines Politikers, der dafür sorgte, dass das Intim- und Privatleben von Politikern zum öffentlichen Thema wurde, etwa im Präsidentschaftswahlkampf 1992 die Affären Bill Clintons. Zwar stieg Hart im Dezember 1987 wieder in die Vorwahl ein und erreichte relativ gute Umfragewerte, bei den ab Januar 1988 folgenden einzelnen Abstimmungen in den Bundesstaaten erhielt er aber nicht einen Delegierten und zog sich nach dem Super Tuesday am 13. März 1988 aus dem Rennen und aus der Politik zurück.

Im Herbst 2018 machte der demokratische Wahlkampfmanager Raymond Strother öffentlich, dass ihm der republikanische Kampagnenleiter Lee Atwater 1991 auf dem Totenbett gestanden habe, Hart im März 1987 in eine Falle gelockt zu haben. Damals war ein Foto Harts bei einem Bootsausflug entstanden, bei dem eine junge Frau auf seinem Schoß posierte. Das Foto war im Mai 1987 benutzt worden, um eine Affäre Harts mit dieser Frau plausibel zu machen. Der folgende Skandal wurde nach dem Namen des Bootes auch Monkey Business genannt.
Vor der Präsidentschaftswahl 2004 überlegte Hart, ein drittes Mal in der Vorwahl der Demokraten anzutreten, entschied sich aber dagegen und unterstützte den schließlich nominierten John Kerry.

## Nach der Politik
Nach seinem Rückzug aus der Tagespolitik 1987 arbeitete Hart wieder als Rechtsanwalt, wurde Berater für die äußere Sicherheit seines Landes und hielt Reden über Umwelt und innere Sicherheit. Unter anderem gehört er dem Council on Foreign Relations an. 2001 erhielt er an der University of Oxford den Doktorgrad in Politikwissenschaft. Eine Kommission unter der Leitung Harts und des früheren Senators Warren Rudman erarbeitete im Januar 2001 Vorschläge für die Veränderung der Sicherheitsarchitektur der USA und hielt einen Terroranschlag im Land für wahrscheinlich, was damals kaum wahrgenommen wurde. 2006 nahm Hart eine Stiftungsprofessur an der University of Colorado in Denver an und hielt an mehreren anderen Universitäten Gastvorträge.
Als Haupt- und Co-Autor hat er zahlreiche Bücher, sowohl Belletristik als auch Fachliteratur, und Artikel geschrieben. Von seinen vier Romanen veröffentlichte er zwei unter dem Pseudonym John Blackthorn. Zu aktuellen Fragen äußert sich Hart in seinem Blog Matters of Principle und als Autor bei The Huffington Post.

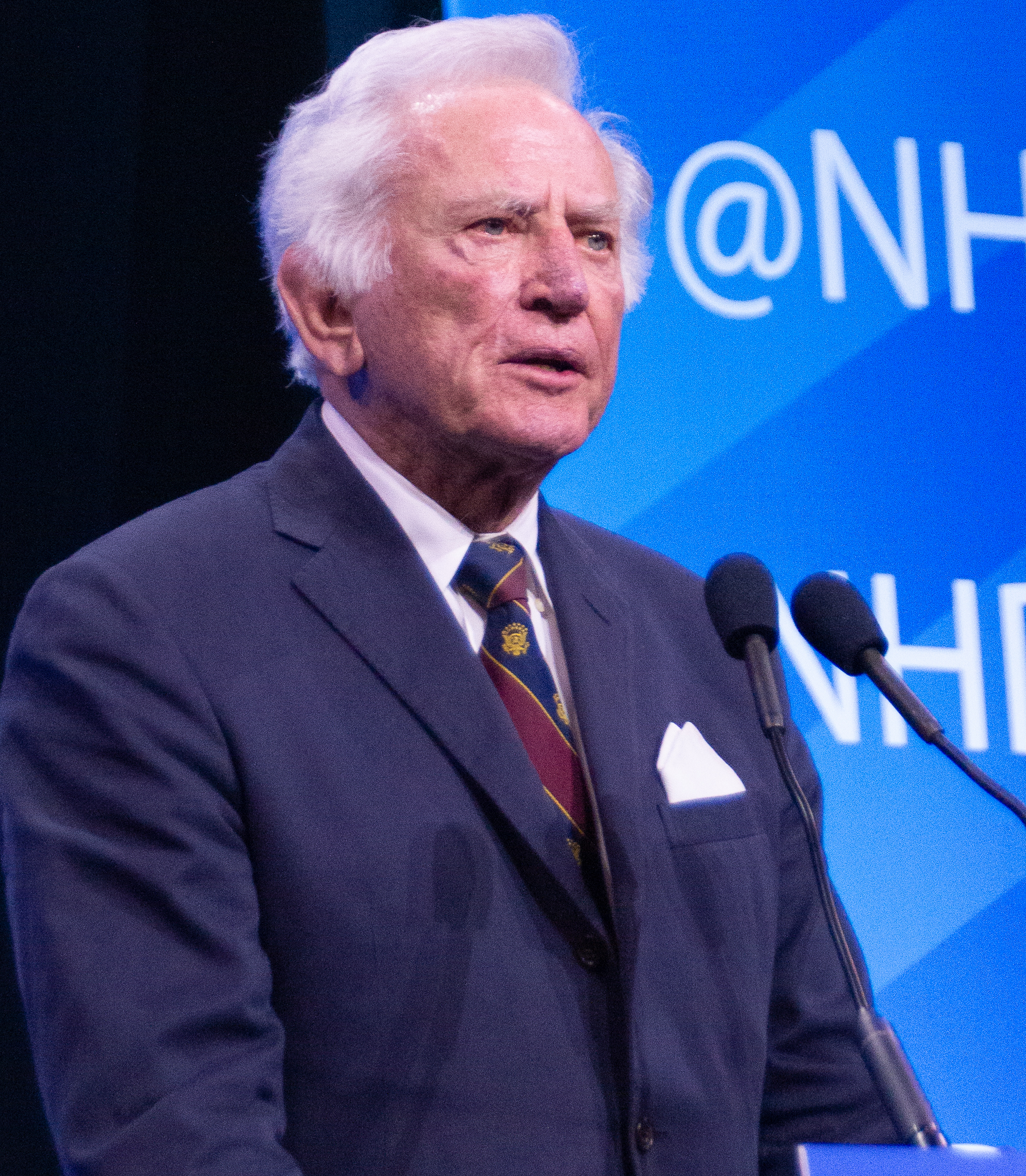
Gary Hart (2019)

Im Jahr 2014 wurde er von Präsident Barack Obama zum Sondergesandten der Vereinigten Staaten in Nordirland ernannt. Er schied im Januar 2017 nach der Übernahme der Präsidentschaft durch Donald Trump aus diesem Amt aus. Später in diesem Jahr kritisierte er den Plan von Außenminister Rex Tillerson, die Position dieses Sondergesandten abzuschaffen.

## Rezeption
Harts Präsidentschaftskampagne 1988 war Thema des Sachbuchs All the Truth is Out: The Week Politics Went Tabloid von Matt Bai, der den medialen Umgang mit Harts angeblicher Affäre als Ausgangspunkt einer Trivialisierung und Boulevardisierung der amerikanischen Politik sieht. Das Buch wurde 2018 unter dem Titel Der Spitzenkandidat von Jason Reitman verfilmt; in der Hauptrolle verkörperte Hugh Jackman Hart.

## Schriften

### Sachbücher
- Right from the Start: A Chronicle of the McGovern Campaign (1973).
- A New Democracy: new approaches to the challenges of the 1980s (1983).
- America Can Win: The Case for Military Reform (1985).
- Russia Shakes the World: The Second Russian Revolution (1991).

- The Good Fight: The Education of an American Reformer (1995).
- The Patriot: An Exhortation to Liberate America from the Barbarians (1996).
- The Minuteman: Restoring an Army of the People (1998).
- Restoration of the Republic: the Jeffersonian Ideal in 21st Century America (2002, zugleich Dissertation, Universität Oxford).
- The Fourth Power: a new grand strategy for the United States in the 21st century (Oxford University Press, 2004).
- The Presidency of James Monroe, in the American Presidency series edited by Arthur Schlesinger, Jr. (Time Books/Henry Holt, 2005).
- God and Caesar in America: an essay on religion and politics (Fulcrum Books, 2005).

- The Shield and The Cloak: The Security of the Commons (Oxford University Press, 2006).
- The Courage of Our Convictions: A Manifesto for Democrats by Gary Hart (Time Books/Henry Holt, 2006).
- Under The Eagle's Wing: A National Security Strategy of the United States for 2009 (Speaker’s Corner, 2008).
- The Thunder and the Sunshine: Four Seasons in a Burnished Life (Fulcrum Publishing, 2010).

### Romane
- mit William Cohen: The Double Man (1984).
- The Strategies of Zeus (1985).
- Sins of the Fathers (1999) (unter seinem Pseudonym John Blackthorn)[32]
- I, Che Guevara (2000) (unter seinem Pseudonym John Blackthorn)